# Siellé
Siellé est une commune située dans le département de Yaba de la province du Nayala au Burkina Faso.

## Santé et éducation
Siellé accueille un centre de santé et de promotion sociale (CSPS) tandis que le centre médical avec antenne chirurgicale (CMA) se trouve à Toma.